# Organopoda carnaria
Organopoda carnaria là một loài bướm đêm trong họ Geometridae.